# Branża gier komputerowych w Polsce
Branża gier komputerowych w Polsce – ogół produkcji i dystrybucji gier komputerowych na terenie Polski, rozumianej w latach 1958–1989 jako terytorium Polskiej Rzeczypospolitej Ludowej, a od 1989 roku – jako terytorium III Rzeczypospolitej.
Choć pierwsze polskie gry komputerowe powstały jeszcze na początku lat 60. XX wieku w trakcie istnienia PRL-u, polska informatyka mierzyła się z niedoborami wynikłymi z izolacji komunistycznego państwa od rynków zagranicznych. Mimo to kultura cyfrowa w połowie lat 80. doświadczyła pobudzenia. Po transformacji ustrojowej rozpoczął się proces stopniowej profesjonalizacji branży (walka z piractwem, otwarcie na zawodową dystrybucję zagranicznych tytułów). Oznaką wychodzenia z międzynarodowej izolacji był sięgający poza Polskę sukces takich deweloperów, jak CD Projekt Red, CI Games oraz Techland. Oprócz samego przemysłu gier w Polsce bujnie rozwijają się również e-sport oraz badania groznawcze.

## Historia branży

### Gry komputerowe w PRL-u (1958–1989)

#### Początki

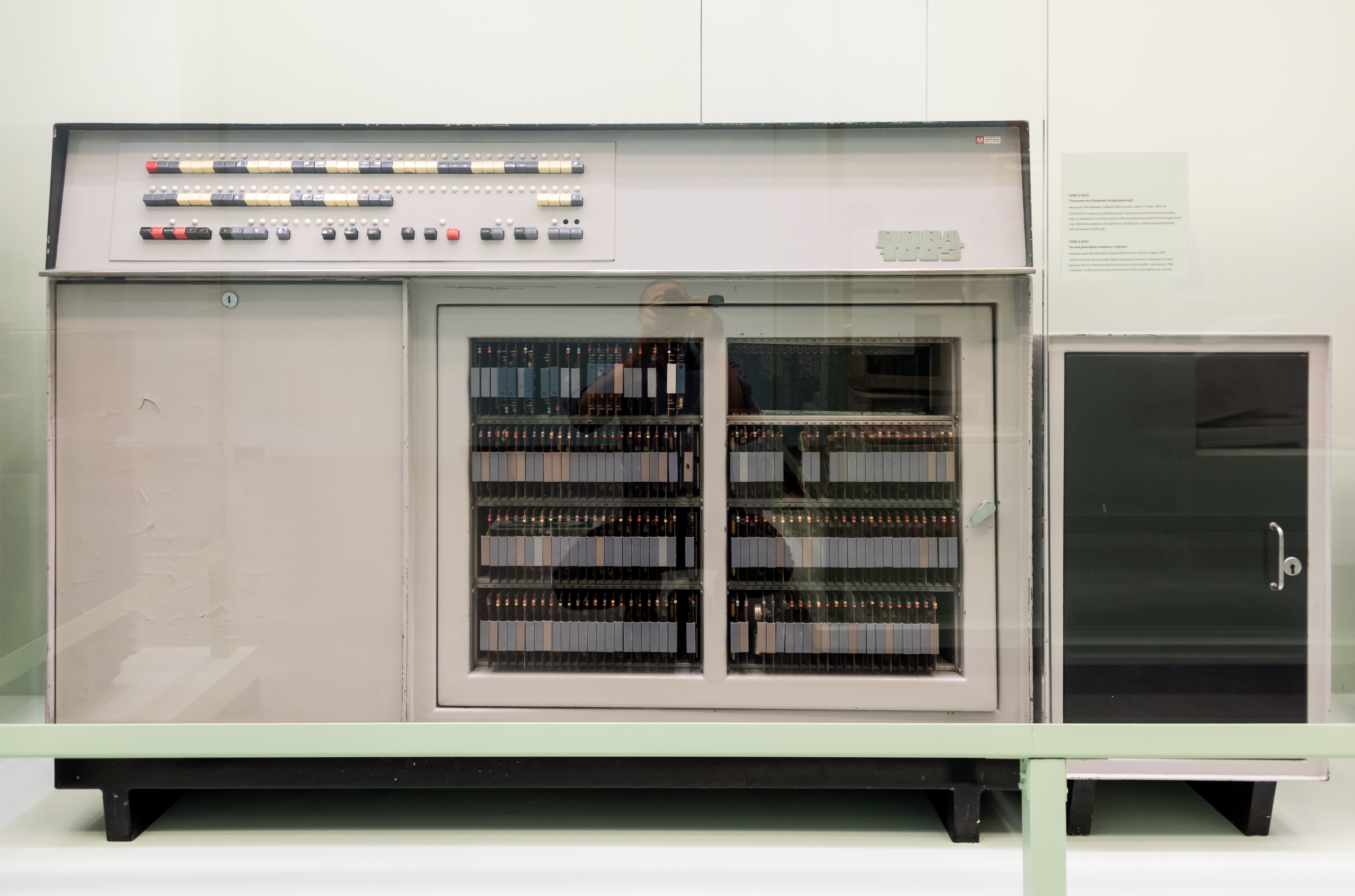
Na komputerze Odra 1003 powstała pierwsza polska gra komputerowa

W 1958 roku polscy programiści skonstruowali pierwszy działający komputer cyfrowy rodzimej produkcji, znany pod nazwą XYZ. W 1960 roku zaprogramowano na nim komputerową wersję kółka i krzyżyka. W 1962 roku inżynier Witold Podgórski zaprogramował na Odrze 1003 grę opartą na chińskiej grze Nim. Ze względu na to, że polska gra powstała w momencie premiery filmu Zeszłego roku w Marienbadzie (1961) Alaina Resnais’go, gdzie również pojawiał się motyw rywalizacji w Nim, stworzoną grę nazwano Marienbadem. W latach 70. podejmowano też próby zaprzęgnięcia gier do celów dydaktycznych i przygotowania symulacyjnych gier ćwiczących zarządzanie przedsiębiorstwami. W 1977 roku gdański Unimor próbował skonstruować urządzenie pod roboczą nazwą GTV-881, które miało być klonem uznanego na Zachodzie Ponga. Kilkanaście prototypów urządzenia jednak wyrzucono ze względu na znikomą wartość użytkową. Dopiero od 1981 roku masowo produkowano (9000 egzemplarzy) opracowany trzy lata wcześniej model TVG-10 – pierwszą polską konsolę.
ZX81 i ZX Spectrum były jednymi z pierwszych zagranicznych komputerów, które trafiły do krajowej sprzedaży na początku lat 80. W 1985 roku, za pośrednictwem sieci sklepów Pewex, Lucjan Daniel Wencel kolportował pierwsze importowane egzemplarze zachodnich komputerów 8-bitowego Atari. Do końca lat 80. ustanowiono także legalną sieć dystrybucji Commodore, Amstrad, Timex, Spectravideo i Acorn. Rozrywka komputerowa stopniowo zaczęła zdobywać popularność; w 1985 roku powstało pierwsze polskie pismo o tematyce gier komputerowych, „Bajtek” (1985, początkowo dodatek do „Sztandaru Młodych”). Mikrokomputery zaczęły być wykorzystywane także na uniwersytetach, w szkołach oraz organizacjach młodzieżowych. Na kupno komputerów mogły liczyć przede wszystkim osoby zarówno należące do ówczesnych kadr kierowniczych, jak i przedstawiciele tzw. prywatnej inicjatywy, stąd też mikrokomputery – a więc również dostęp do gier – świadczyły o elitarnej pozycji posiadaczy.

#### Pierwsze gry sprzedawane komercyjnie

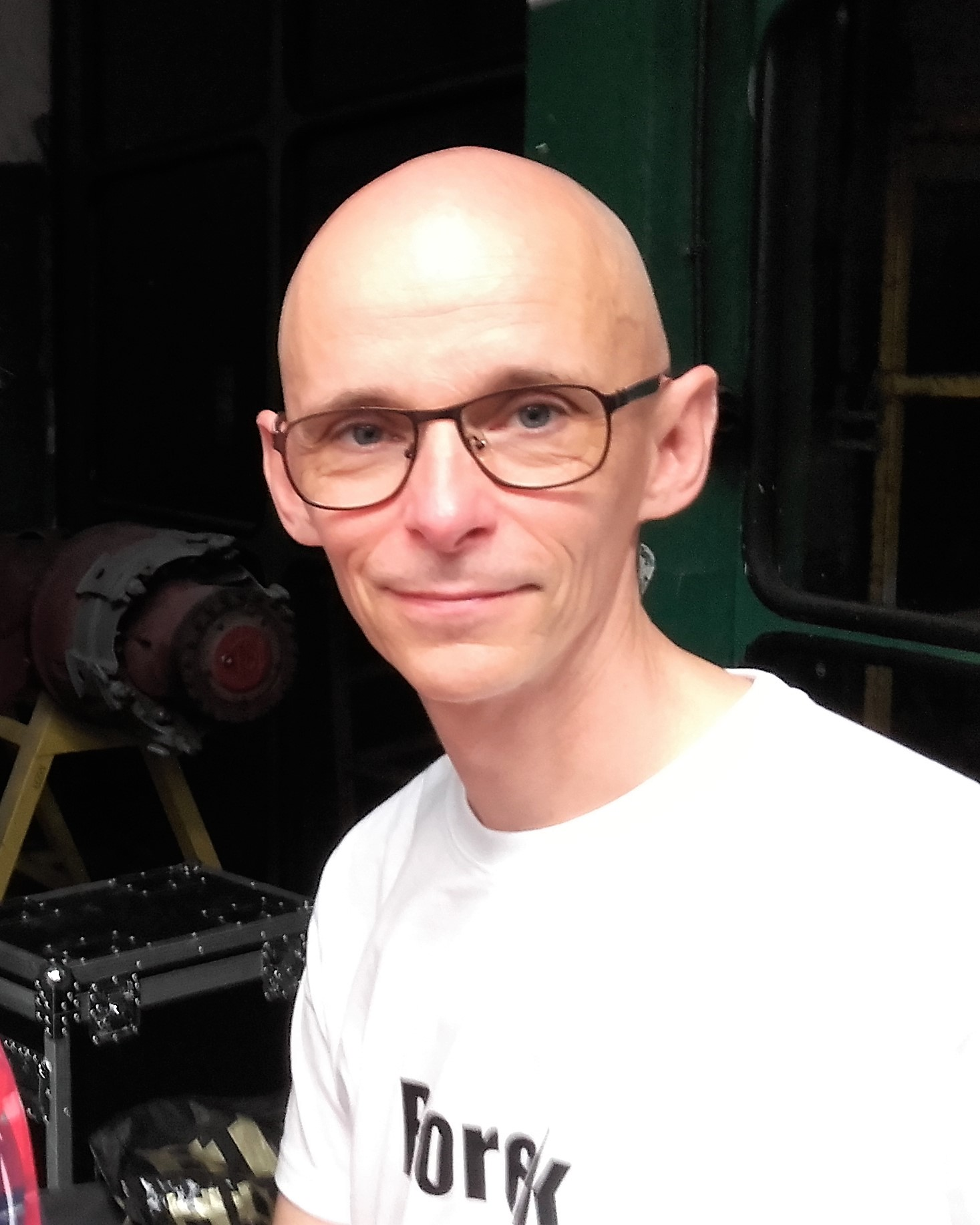
Marcin Borkowski (2017)

Do pionierów polskich gier sprzedawanych komercyjnie zaliczał się Jerzy Wałaszek, który jeszcze w 1983 roku opracował grę Web Master (wyprodukowaną przez Elwro, zachowaną do współczesności). Powstawały też tworzone przez młodych programistów kopie zagranicznych przebojów o tematyce ekonomicznej, klony „węża” i Pac-Mana. Krajowe Wydawnictwo Czasopism oraz Krajowa Agencja Wydawnicza również próbowały swych sił w tworzeniu gier logicznych oraz edukacyjnych, nie były jednak one popularne wśród graczy.
W latach 80. Polacy wyspecjalizowali się jednak przede wszystkim w tekstowych grach przygodowych. Szlak przetarły niedokończony Hobbit, czyli w te i wewte (1985) Bohdana Raua – oparty na australijskiej komputerowej adaptacji prozy J.R.R. Tolkiena – oraz znacznie bardziej popularna szpiegowska Puszka Pandory (1986) Marcina Borkowskiego. Najwyższym profesjonalizmem cechowały się: nawiązujący do lokalnej tradycji Smok Wawelski (1987) Piotra Kucharskiego i Krzysztofa Piwowarczyka oraz Mózgprocesor (1989) autorstwa Kucharskiego, Piwowarczyka i Wiesława Florka. Zwłaszcza Mózgprocesor zawierał dopracowane ilustracje i oryginalną fabułę.
Komercyjna sprzedaż gier w Polsce lat 80. jednak się nie opłacała. Kwitło piractwo, a gry były bez wiedzy autorów łamane i sprzedawane na giełdach komputerowych. Wszelako handlem nieautoryzowanymi kopiami gier zajmowali się późniejsi znani komercyjni deweloperzy, np. Adrian Chmielarz, Paweł Marchewka (założyciel Techland) oraz Marcin Iwiński i Michał Kiciński (założyciele CD Projektu). Wspomniany wcześniej Lucjan Daniel Wencel był jedną z nielicznych osób dążących do wzmożenia komercyjnej rozpoznawalności polskich gier komputerowych na Zachodzie. Założona przezeń spółka Karen zasłynęła stworzoną w 1989 roku, trójwymiarową wersją Tetrisa pod nazwą Blockout (1989) autorstwa Aleksandra Ustaszewskiego, a także symulatorem wyścigowym Street Rod (1991). Ostatnia gra Karen, powstała na fali transformacji ustrojowej w Polsce strategiczna Solidarność, nie zdążyła ukazać się na rynku z powodu plajty Karen i zachowała się głównie dzięki pirackim giełdom.

### Po transformacji ustrojowej (1989–1996)

#### Zmiana prawa autorskiego, rozwój branży
Po transformacji ustrojowej Polski palącą kwestią było objęcie ochroną prawnoautorską – z powodu szalejącego piractwa – utworów takich jak gry komputerowe. Było to bardzo ważne dla pierwszych legalnych przedstawicieli firm trzecich, ponieważ pomimo walki cenowej z podróbkami, przeciętny nakład jednego tytułu w pierwszych latach funkcjonowania wynosił 3000–4000 sztuk. Z inicjatywy Jana Błeszyńskiego powstał nowy projekt ustawy o prawie autorskim, który obejmował ochronę gier komputerowych i filmów oraz przyznawał prawa majątkowe deweloperom. Ustawa uchwalona 4 lutego 1994 roku, pomimo trwających przyzwyczajeń graczy do piractwa, stopniowo tłumiła dominację pirackich giełd w branży na rzecz profesjonalnych dystrybutorów. Jednym z pierwszych przedsiębiorstw aktywnie ścigających piractwo było Lege Artis Service, reprezentujące niektórych krajowych producentów oraz dystrybutorów zagranicznych wydawców gier i konsol, m.in. IPS, Mirage, LK Avalon, Marksoft, CD Projekt, Nintendo. Na zlecenie Lege Artis Service policja przeprowadzała naloty na giełdy komputerowe i kopiarnie. Sporym problemem była nadal niska świadomość wymiaru sprawiedliwości na temat poziomu szkodliwości społecznej piractwa, podobnie jak przepisy prawne traktujące kradzież własności intelektualnej łagodniej niż kradzież innych form własności. Ustawa przede wszystkim uwiarygodniła branżę polską w oczach zagranicznych wydawnictw; coraz częściej dystrybutorzy tacy jak IPS Computer Group (1991–1999, założyciel Grzegorz Onichimowski) oraz CD Projekt (od 1994, założyciele Michał Kiciński i Marcin Iwiński) mogli kolportować legalnie zagraniczne przeboje, zajmowali się też ich tłumaczeniem na język polski.

#### Pierwsze pisma dedykowane grom
Świadectwem krzepnięcia polskiej branży gier komputerowych było pojawienie się pierwszych pism dedykowanych w całości grom. Największy wpływ miało założone w 1990 roku „Top Secret”, które doczekało się konkurencji w postaci „Świata Gier Komputerowych”, „Secret Service”, „Gamblera” i periodyku „Gry Komputerowe”.

#### Pierwsze gry po upadku żelaznej kurtyny
W 1989 roku Janusz Pelc założył wraz z Tomaszem Pazdanem spółkę Laboratorium Komputerowe Avalon, której pierwszym przebojem z miejsca okazała się wydana w tym samym roku gra logiczno-zręcznościowa Robbo. Olbrzymia popularność Robbo na giełdach spowodowała, że Pelc kontynuował tworzenie odkrywczych produkcji na 8-bitowe komputery Atari, m.in. labiryntowej Misji (1990). Inny pracownik LK Avalon, Roland Pantoła, zasłynął nieoficjalną adaptacją filmu Seksmisja pod nazwą A.D. 2044 (1991), która doczekała się później trójwymiarowego remake’u w 1996 roku. Modę na adaptacje znanych polskich filmów podtrzymał też Dariusz Żołna, tworząc grę Hans Kloss (1992) na podstawie serialu Stawka większa niż życie. Od momentu premiery Electro Body (1992) Pelca i Macieja Miąsika LK Avalon stopniowo przestawiało się na produkcję gier na komputery osobiste. Naśladujący konwencję przygodówek „wskaż i kliknij” utwór Sołtys (1995) był z kolei satyrą na przaśną rzeczywistość polskiej wsi, a Skaut Kwatermaster (1995) – pełną absurdu opowieścią o uwolnieniu druhny zatrzaśniętej w czołgu.
Mirage Software, założone w 1990 roku przez Tomasza Mazura, zasłynęło przede wszystkim fantastycznonaukowym symulatorem podboju obcych planet Kolony (1991) autorstwa Janusza Bienia. Tytuł ten jako jedna z pierwszych polskich produkcji miał powodzenie w legalnej dystrybucji. Zasadniczym przebojem Mirage okazała się też realizowana na Amigę gra z podgatunku bijatyk, Franko: The Crazy Revenge (1994), której bohater stawia czoła hordzie przestępców i przedstawicieli subkultur, karateków oraz prostytutek. Sukces Franka wiązał się z aluzjami do siermiężnej i brutalnej rzeczywistości Polski, gdy po transformacji ustrojowej drastycznie wzrosła przestępczość w kraju.
Grupa Atari Star Force, wywodząca się z growej demosceny, odniosła wielki sukces labiryntówką fantasy Miecze Valdgira (1991) Henryka Cygerta. Sukcesem, mimo chłodnych recenzji, cieszyła się też adaptacja komiksów Janusza Christy, Kajko i Kokosz (1994). Inna spółka, ART4 założona przez Marcina Szumielę i Jarosława Kaczmarka, realizowała gry przygodowe na Amigę takie jak Mentor (1994), Eksperyment Delfin (1995) i uznawana za najdoskonalszą Misja Harolda (1995).
Wizytówką polskiej branży gier komputerowych miała jednak okazać się głównie persona Adriana Chmielarza. Zadebiutował on wraz z Marcinem Drewsem grą przygodową Tajemnica statuetki (1993), wyróżniającą się sensacyjnym scenariuszem oraz oprawą graficzną wykonaną na podstawie fotografii zrobionych przez Chmielarza poza Polską. Szczególnym przedmiotem kultu stał się Teenagent (1995), czyniący aluzje do polskiej rzeczywistości, humorystyczny utwór o nastolatku zmuszonym do konfrontacji z niebezpiecznym oligarchą. Powodzeniem cieszyła się też strategiczna gra Polanie (1996) autorstwa studentów krakowskiej Akademii Górniczo-Hutniczej pod kierownictwem Mirosława Dymka o średniowiecznych wojnach pomiędzy plemionami zlokalizowanymi na terenie dzisiejszej Polski.
W branży konsol, od początku lat 90., dominował system Pegasus oraz inne klony 8-bitowego Famicoma. Rynek legalnych konsol był znacznie mniejszy, ale do początku 1996 roku większość największych producentów konsol (Sega, Nintendo, Sony, Atari, Commodore czy Panasonic) miało już swoich legalnych dystrybutorów. W tym segmencie rynku cieszyła się popularnością konsola Amiga CD32, pewne grono odbiorców zdobyły także Game Boy oraz Sega Mega Drive, czego zasługą było piractwo. Oferta polskich gier była bardzo uboga i ograniczała się do nadawania kompatybilności z CDTV i CD32 niektórym programom dostępnym na Amidze oraz do wydawania polskich tytułów produkowanych za granicą, takich jak wspomniany wcześniej Blockout na Mega Drive i Atari Lynx.

### Przełom wieków (1996–2001)

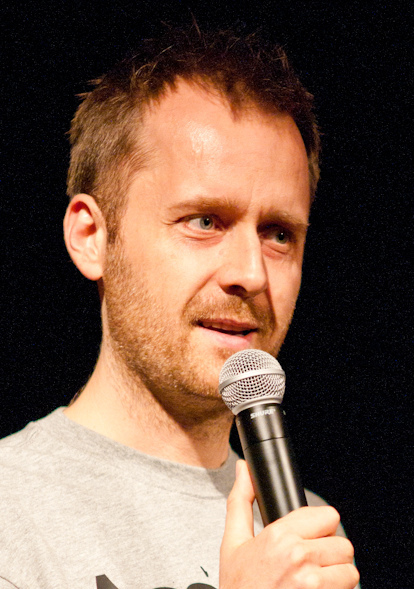
Marcin Iwiński, współzałożyciel CD Projektu

W 1995 roku na rynek polskich gier wkroczyła spółka TopWare Interactive, filia analogicznego niemieckiego wydawnictwa. Jej pierwszymi dziełami były: gra strategiczna Earth 2140 (1997) Mirosława Dymka, Lucjana Mikociaka i Marka Wylona z zespołu Reality Pump oraz naśladująca poetykę amerykańskiego filmu noir gra przygodowa Jack Orlando (1997) w reżyserii Jarosława Parchańskiego z muzyką Harolda Faltermeyera. Ważniejsza od samych gier okazała się jednak metoda dystrybucji; gry TopWare w porównaniu z konkurencją były sprzedawane po niskiej cenie, co służyło walce z piractwem komputerowym w Polsce. O pozycję profesjonalnego dystrybutora walczył CD Projekt, wydając w 1998 roku amerykańską grę fabularną Baldur’s Gate w pełnej polskiej wersji językowej, z narracją Piotra Fronczewskiego. W 2000 roku IPS Computer Group oraz Mirage dokonały fuzji, w wyniku której powstała Cenega, cztery lata później wchłonięta przez rosyjską spółkę 1C. Na przełomie wieków wciąż jednak dominowało piractwo, a rosyjscy handlarze nadal sprzedawali na bazarowych giełdach pirackie kopie gier, często chałupniczo przetłumaczone na język polski . Problemem w ściganiu rosyjskich podróbek był fakt, że ze względu na niską cenę importowano także legalne gry i programy przeznaczone dla rynków byłego ZSRR. Zmiany prawne ze stycznia 1998 roku zrównały kradzież własności intelektualnej z innymi. Walczący z piratami Lege Artis Service wszedł w skład Stowarzyszenia Polski Rynek Oprogramowania PRO, pojawili się również kolejni obrońcy praw legalnych sprzedawców jak Fundacja Ochrony Twórczości Audiowizualnej, która od maja 1998 roku rozpoczęła współpracę z Sony.
Wciąż aktywny pozostawał Adrian Chmielarz, którego spółka Metropolis Software w 1998 roku wydała grę przygodową Książę i Tchórz z udziałem gwiazdorskiej obsady dubbingowej (m.in. Kazimierza Kaczora, Jacka Sołtysiaka, Arkadiusza Jakubika i Tomasza Bednarka). Z TopWare’em związał się przy okazji produkcji Gorky 17 (1999), łączącej elementy różnych gatunków opowieści o losach ekspedycji NATO na obszarze eksperymentów genetycznych przeprowadzanych przez Rosjan. Maciej Miąsik i Roland Pantoła w ramach LK Avalon koordynowali z kolei prace nad grami przygodowymi Reah: Zmierz się z nieznanym (1998) oraz Schizm: Prawdziwe wyzwanie, utrzymanymi w pierwszoosobowej estetyce charakterystycznej np. dla amerykańskiego Mysta.
Polskie studia growe eksperymentowały również z gatunkiem strzelanek pierwszoosobowych. Zapomnieniu uległy niedopracowany Target (1998) pod kierownictwem Dymka oraz mroczny Pył (1998) Adama Skalskiego i Michała Meisera. Do międzynarodowej dystrybucji trafił dopiero Mortyr (1999) toruńskiego studia Corwin Software Group, fantazja naukowa o podróży w czasie celem zapobieżenia zdobyciu przez III Rzeszę cennej broni, która może zmienić wynik II wojny światowej. Powodzeniem cieszyła się też wulgarna, stylizowana na filmy Quentina Tarantino i Władysława Pasikowskiego gra taktyczna Rezerwowe psy (1999) braci Rafała i Rodryka Walczowskich; sam programista gry Michał Madej z perspektywy czasu określił Rezerwowe psy jako „jedną z najgorszych [gier] w dziejach polskiego gamedevu”.
Gwałtowne zmiany przeżyło polskie dziennikarstwo branżowe; w 1996 roku zadebiutowało „CD-Action”, które dzięki dołączanym do niego płytom z pełnymi wersjami gier stopniowo monopolizowało rynek czasopism growych, podczas gdy konkurencja („Secret Service”, „Reset”, „Top Secret”) przestała się ukazywać na przełomie wieków. Debiutowały także polskie portale o grach, m.in. Valhalla (1997) oraz Gry-Online.pl (2000); ten ostatni utrzymał się na rynku dzięki modelowi abonamentowemu oraz okresowej współpracy z wydawnictwem Axel Springer Polska, której efektem było kilkukrotne wydanie Encyklopedii Gier na płytach CD. Na podobnym modelu funkcjonował portal Gram.pl (zał. 2005), niegdyś stanowiący część CD Projektu, usamodzielniony dopiero w 2008 roku.

### PrzedWiedźminem(2002–2007)
Do pozycji ważnego producenta branżowego w 2002 roku urosła spółka City Interactive, zajmująca się taśmową produkcją strzelanek pierwszoosobowych o niskiej jakości. Były one sprzedawane po równie niewielkiej cenie, co zapewniało City Interactive popularność wśród graczy. Stopniowo swoją renomę budowało studio Techland, znane wcześniej z gry kosmicznej Crime Cities (2000), które skupiało się na produkcji strzelanek (Chrome, 2003; western Call of Juarez, 2006) oraz gier samochodowych (słynąca z wysokiego poziomu realizmu gra rajdowa Xpand Rally, 2004). W gatunku strzelanek pierwszoosobowych przodował jednak Painkiller (2004) w reżyserii Chmielarza, oparty na pretekstowej fabule o nieboszczyku mogącym znaleźć odkupienie przez walkę z hordami sił piekielnych. Painkiller, stworzony przy budżecie opiewającym na milion dolarów, został doceniony przez zachodnich krytyków i zapewnił Chmielarzowi renomę, choć jego studio People Can Fly rychło utraciło prawa do marki. Stopniowo w Polsce rozwijał się rynek konsol, którego potencjał wykorzystało studio X-Ray (później Tate Multimedia), znane z trylogii platformowej Kangurek Kao (2000–2005). Kangurek Kao zdobył renomę na Zachodzie dzięki wersji konsolowej na Dreamcasta, wydanej przez Titus Interactive.
Osobnym fenomenem było pojawienie się pierwszej polskiej gry o wydźwięku feministycznym, The Antykoncepcja Game kolektywu Grzenda.pl. Ukazała się dwukrotnie: w 2003 roku jako strzelanka polegająca na strzelaniu do plemników, a w 2005 roku – jako pełnoprawna internetowa gra MMORPG, w której można było podjąć trud donoszenia ciąży. W chwili debiutu drugiej wersji The Antykoncepcja Game cieszyła się popularnością, była omawiana w różnych mediach głównego nurtu.
Twórcy gier w Polsce eksperymentowali również z grami fabularnymi o sporym rozmachu. W 2002 roku projektant Michał Sadowski, w dużej mierze dzięki współpracy z programistą Bartoszem Sokołowskim, wydał humorystyczną, osadzoną w realiach II wojny światowej Another War (2002). Reality Pump Studios w 2007 roku wyprodukowało Two Worlds projektu Ziemowita Poniewierskiego, RPG-a w realiach fantasy w pełnym trójwymiarze, z kamerą zawieszoną za plecami postaci.

### Wiedźmini profesjonalizacja polskiej branży (2007–2015)

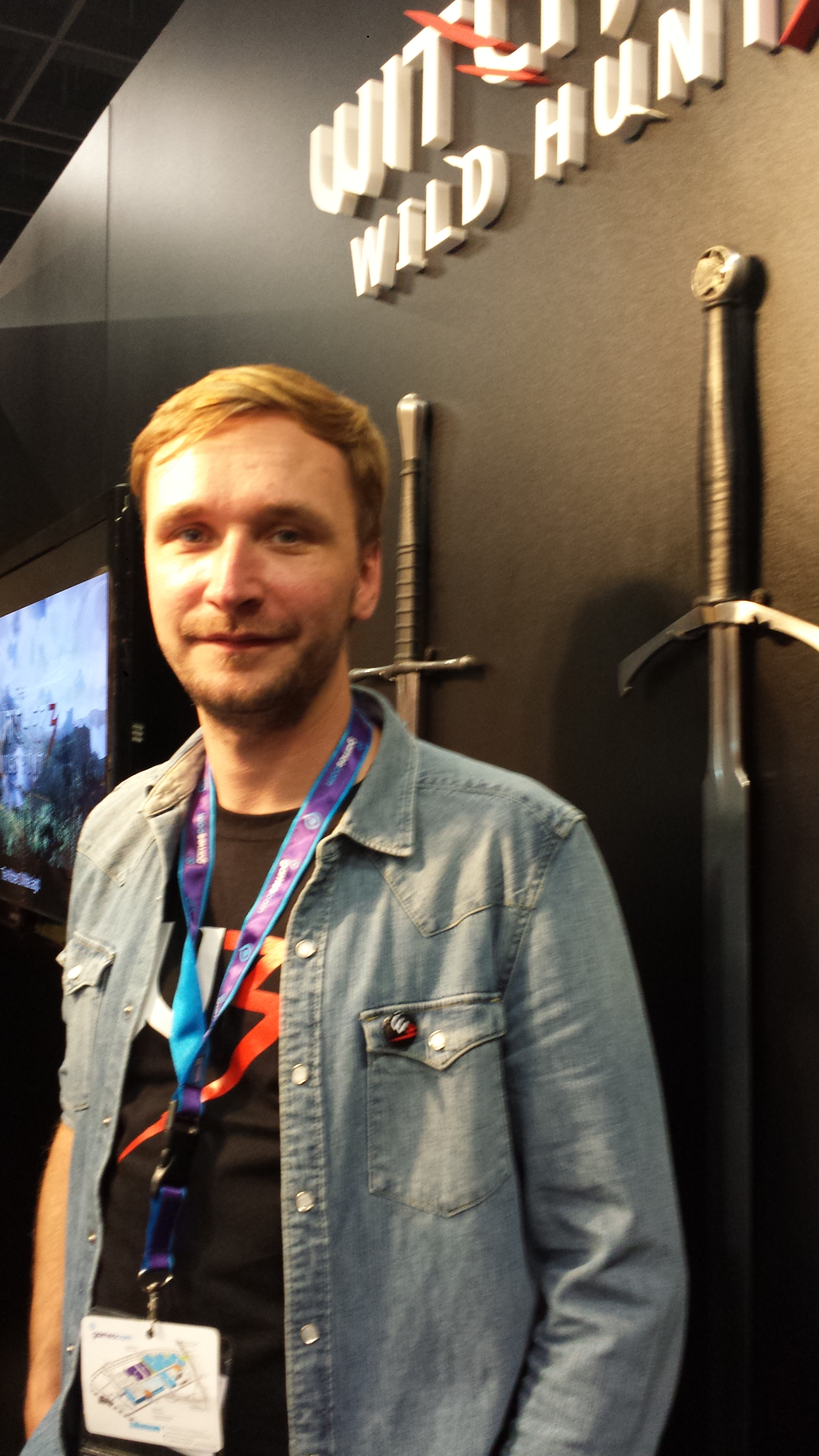
Adam Badowski, realizator Wiedźmina 2

Dopiero jednak Wiedźmin (2007) według projektu Michała Madeja, wyprodukowany przez CD Projekt Red, odmienił poważnie losy branży. Wiedźmin, oparty na cyklu opowiadań i powieści fantasy Andrzeja Sapkowskiego, pozwalał kierować postacią Geralta z Rivii, który oprócz walki z przeciwnikami i monstrami mierzył się z dalekosiężnymi, nieoczywistymi wyborami moralnymi. Olbrzymi sukces komercyjny po światowej premierze pozwolił wydawnictwu CD Projekt dokonać ekspansji na rynek międzynarodowy. W 2011 roku wydany został dojrzalszy sequel pod nazwą Wiedźmin 2: Zabójcy królów w reżyserii Adama Badowskiego, również bardzo dobrze przyjęty przez krytyków. Kulminacją twórczości CD Projekt Red okazał się Wiedźmin 3: Dziki Gon (2015). Domykał on losy Geralta i cechował się najdojrzalszym odwzorowaniem zarówno motywacji psychologicznych drugoplanowych postaci (słynna misja „Krwawy Baron”, dotykająca tematu przemocy rodzinnej) , jak i mechanizmów politycznych (z aluzjami do współczesnej Polski), wobec których wiedźmin się dystansował, ale i był bezradny .
Techland, rozwijając produkcję gier z serii Call of Juarez, w 2011 roku wyprodukował horror gore Dead Island o próbie ucieczki z rajskiej wyspy, na której panuje epidemia zamieniająca turystów w zombie. Jeszcze w tym samym roku Dead Island sprzedała się w nakładzie 1 miliona egzemplarzy , a pomimo że Techland utracił prawa do marki, w 2015 roku zrealizował grę o podobnym tytule w tej samej konwencji gatunkowej, Dying Light, która do 2022 roku osiągnęła sprzedaż w wysokości 20 milionów kopii i okazała się jednym z najważniejszych sukcesów polskiego sektora gier komputerowych . Podobnego szczęścia nie miał Chmielarz, którego wysokobudżetowa produkcja Bulletstorm (2011), słynąca z wulgarnych dialogów i możliwości widowiskowego wykańczania przeciwników, pomimo dobrych recenzji nie zarobiła na siebie . Chmielarz jednak cztery lata później w ramach studia The Astronauts ukończył prace nad Zaginięciem Ethana Cartera (The Vanishing of Ethan Carter, 2015), grą eksploracyjną w klimatach horroru psychologicznego. Tytuł ten zasłynął przede wszystkim zastosowaniem metody fotogrametrii; sfilmowany i odtworzony w grze krajobraz na Dolnym Śląsku imitował amerykańską prowincję, gdzie rozgrywała się akcja utworu.
Dojrzewał również segment gier niezależnych. Sukcesy odnosiło przedsiębiorstwo 11 bit studios. W 2011 roku Michał Drozdowski i Przemysław Marszał zaprojektowali w ramach tego studia grę Anomaly Warzone Earth, opartą na mechanice tower defense. Rozgłos 11 bit zapewniła This War of Mine (2014), symulator przetrwania garstki współpracujących ze sobą cywili w trakcie pożogi wojennej . Wizytówką sektora indie tego okresu była też działalność Mikołaja Kamińskiego (znanego jako Sos Sosowski), którego prześmiewcza parodia MacGyvera pt. McPixel (2012) stanowiła pierwszy projekt objęty programem Steam Greenlight i dzięki absurdalnemu humorowi stała się przebojem komercyjnym.

### Przeobrażenia branżowe (2016–2024)
W 2015 roku wybory parlamentarne w Polsce zakończyły się zwycięstwem Zjednoczonej Prawicy. Nowo wybrany minister nauki w rządzie Beaty Szydło, Jarosław Gowin, zainicjował program dotacji dla wybranych polskich przedsiębiorstw zajmujących się tworzeniem gier, znany jako GameInn. Zaczęła również dojrzewać dyskusja nad wartością kulturową polskiej branży gier. W 2017 roku po raz pierwszy centrolewicowy tygodnik „Polityka” przyznał nagrodę Paszport „Polityki” dziełu należącemu do kultury cyfrowej; pierwszym laureatem nagrody była eksperymentalna gra Bound (2016) w reżyserii Michała Staniszewskiego, inspirowana tańcem współczesnym. Dynamiczny rozwój przeżywały także wydarzenia branżowe (np. krakowska konferencja Digital Dragons).
Jednocześnie w fazę kryzysu wkroczyło dziennikarstwo dotyczące gier komputerowych. Założone w 2015 roku czasopismo „Pixel” (redaktor naczelny Piotr Mańkowski), poświęcone przeważnie grom retro, upadło w 2022 roku w wyniku „rosnących kosztów druku, papieru i prądu” . „CD-Action” w 2020 roku (momencie zwolnienia redakcji) również groził zupełny upadek; pismo przetrwało po zmianie wydawcy, ale w 2022 roku jego cykl wydawniczy zmienił się z miesięcznego na kwartalny .

#### Nostalgia retro

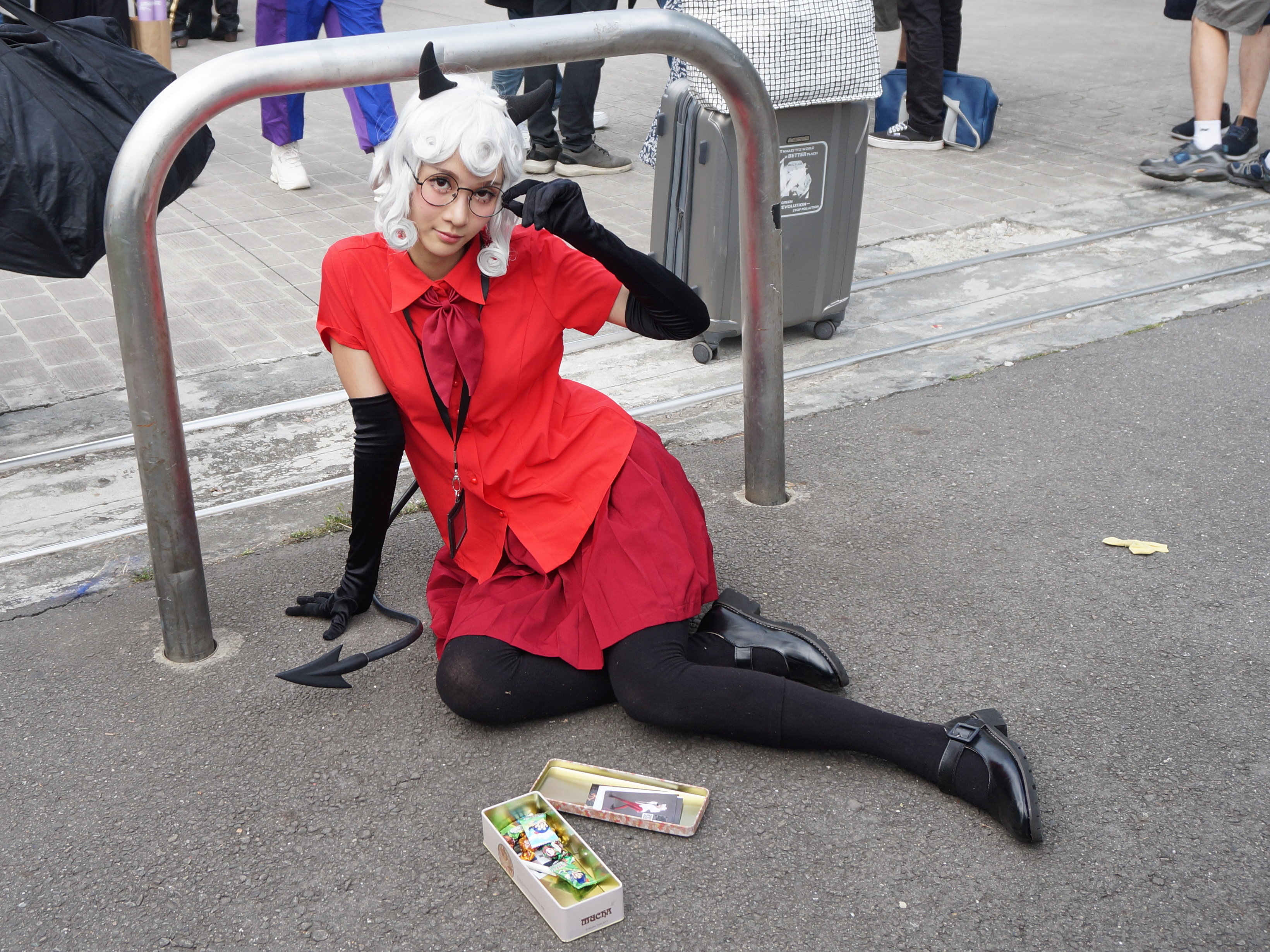
Cosplay postaci z gry Helltaker (2020) Łukasza Piskorza. Helltaker stał się ogólnoświatowym fenomenem i cieszył się wysoką popularnością na Steamie

W omawianym okresie w polskiej branży growej odżyła także nostalgia za grami retro z lat 80. i 90. oraz ówczesną kulturą filmową. Studio Teyon zasłynęło z uznawanej powszechnie za nieudaną produkcji Rambo: The Video Game (2014) na podstawie serii filmów o komandosie Johnie Rambo ; kontynuowało ów profil produkcyjny utworami Terminator: Resistance (2019) i RoboCop: Rogue City (2023) . Maciej Miąsik powrócił do branży, realizując Beat Cop (Pixel Crow, 2017) o amerykańskim policjancie wrobionym w morderstwo i prowadzącym na własną rękę śledztwo. Beat Cop świadomie nawiązywał do policyjnego kina klasy B (zwłaszcza z lat 80.); dobrze przyjęty w Polsce, został ostro skrytykowany w Stanach Zjednoczonych za stereotypowe, niezgodne z prawdą ukazanie tamtejszych realiów oraz za rasistowskie i seksistowskie żarty . Nostalgia za grami retro odżywała w grze o podobnie kloacznym humorze, Postal: Brain Damaged (Hyperstrange, 2022) na licencji popularnej serii strzelanek o groźnym psychopacie . Szczególnym przejawem nostalgicznego nawiązania do gier sprzed lat była fanowska modyfikacja niemieckiej gry Gothic II, Kroniki Myrtany: Archolos (The Chronicles of Myrtana Team, 2021) z profesjonalnym polskim dubbingiem. Powodzeniem cieszyła się także prześmiewcza gra logiczno-zręcznościowa Łukasza Piskorza Helltaker (2020), wzorowana na Sokobanie z lat 80. i utrzymana w stylu anime. Bezpłatna produkcja o mężczyźnie wyruszającym do piekła celem założenia haremu gwałtownie zdobyła popularność na Steamie i zgromadziła zauważalny fandom.
Nostalgia retro przybierała też inną formę. 11 bit wydało retrofuturystyczny dreszczowiec Niezwyciężony (The Invincible, 2023) na motywach powieści Stanisława Lema, którego akcja toczy się w alternatywnej rzeczywistości, gdzie nigdy ludzkość nie wkroczyła w erę cyfrową. Główną bohaterką gry jest członkini międzynarodowej misji badawczej, poszukująca reszty członków załogi na skrajnie nieprzyjaznej planecie. Polskie studia deweloperskie zatrudniano również przy tworzeniu remake’ów znanych zagranicznych gier retro, czego przykładem była ceniona przez zachodnią krytykę wznowiona wersja Silent Hilla 2 (Konami, 2002), opracowana przez Bloober Team w 2024 roku.

#### Gry osadzone w lokalnych realiach
W drugiej dekadzie XXI wieku można było stopniowo dostrzec powrót części deweloperów gier do inspiracji realiami geopolitycznymi i historycznymi Polski. Przykładem były gry nawiązujące do realiów II wojny światowej, przede wszystkim do powstania warszawskiego: chłodno przyjęte Uprising44: The Silent Shadows (2012, DMD Enterprise) oraz Enemy Front (2014, CI Games) . Względnym powodzeniem po 2015 roku cieszyły się inne gry wojenne: My Memory of Us (2018, Juggler Games) o dwojgu dzieci (Żydówce i Polaku) próbujących przetrwać wojnę, z aluzjami do Zagłady Żydów, oraz symulator powstańczy Warsaw (2019, Pixelated Milk) utrzymany w konwencji gry fabularnej Darkest Dungeon.
Nawiązania do realiów Polski pojawiały się też w grach przyjmujących poetykę fantastyki naukowej lub horroru. Studio Bloober Team, znane wcześniej z horroru psychologicznego Layers of Fear (2015) w reżyserii Mateusza Lenarta, w 2017 roku wyprodukowało Observera, którego reżyserem również był Lenart. Observer prezentował mroczną wizję hipotetycznej, opartej na rządach terroru V Rzeczpospolitej. Główny bohater gry jest detektywem przemierzającym dystopiczny Kraków . Inną grą tego samego studia, osadzoną w lokalnych realiach, jest The Medium (2021) o córce działacza solidarnościowego, która przemierza ruiny postkomunistycznego hotelu w poszukiwaniu mrocznej tajemnicy. Powstawały też gry dosłownie polityczne. O ile Instytut Pamięci Narodowej realizował gry wymierzone w rządy komunistyczne (np. Grę szyfrów, 2022) , o tyle część twórców za pośrednictwem gier krytykowała rządy Zjednoczonej Prawicy. Przykładem był Fantastic Fetus (2019) projektu Aleksandry Jarosz, stanowiący formę protestu przeciwko zaostrzeniu prawa antyaborcyjnego przez Zjednoczoną Prawicę .
Studio Artifex Mundi, produkujące przeważnie niskobudżetowe gry przygodowe point-and-click, zasłynęło na Zachodzie z kolei grą Irony Curtain: From Matryoshka with Love (2019) w reżyserii Pawła Kurowskiego i Piotra Sułka, pastiszem kina szpiegowskiego o idealistycznym zwolenniku idei komunistycznych. Przybywszy do wschodniego państwa stylizowanego na Związek Radziecki epoki stalinizmu, bohater rewiduje swoje poglądy w zderzeniu z biurokracją, wszechobecną korupcją i tajną policją  .
W 2021 roku we wczesnym dostępie ukazała się gra Hellish Quart studia Kubold. Jest to wyreżyserowany przez Jakuba Kisiela symulator pojedynków na broń białą w realiach siedemnastowiecznej Europy. Wespół z dodatkiem do Wiedźmina 3, Sercami z kamienia (CD Projekt Red, 2015), Hellish Quart nawiązywał zarówno do powieści historycznych Jacka Komudy, jak i do polskich filmów gloryfikujących ideologię sarmacką, np. Potopu oraz Ogniem i mieczem. Dwa lata później tą samą metodą opublikowano grę fabularną Beast: False Prophet (False Prophet, 2023) ze scenariuszem Michała Mochockiego, inspirowaną średniowiecznymi legendami karpackimi i rzeczywistością Rzeczypospolitej Obojga Narodów.

#### Eksperymenty formalne
Po 2015 roku polska branża growa wydała wiele produkcji, które cechowały się twórczym, polemicznym podejściem do niektórych gatunków gier. W 2016 roku Piotr Iwanicki wyreżyserował Superhot, nawiązującą do estetyki glitchu i low poly strzelankę pierwszoosobową, gdzie czas upływa wyłącznie na podstawie ruchu i akcji gracza . Superhot, przyrównywany do filmów Tron i Matrix , doczekał się odmiennej pod względem poziomów adaptacji na gogle VR (Superhot VR, 2017) . Serial Cleaner (iFun4All, 2017) według projektu Moniki Chmury, Krzysztofa Zięby i Krzysztofa Szczudłowskiego odwracał z kolei schematy gier gangsterskich; główny bohater na zlecenie mafii czyści sceny zbrodni, chowając zwłoki, usuwając krew i unikając m.in. uwagi policjantów . We. The Revolution (Polyslash, 2019) w reżyserii Dawida Ciślaka to z kolei osadzona w realiach rewolucji francuskiej przypowieść o rządach terroru, gdzie gracz wydaje wyroki w sprawach politycznych, troszcząc się zarazem o zachowanie zagrożonego sędziego przy życiu . We. The Revolution (wzorowaną na Papers, Please) uznawano za głos w sprawie wydarzeń we współczesnej Polsce, nawiązujący m.in. do spuścizny polskich dzieł kultury o rewolucji (Stanisława Przybyszewska, Andrzej Wajda). Podobną mechaniką cechowała się też Contraband Police (Crazy Rocks, 2023), dochodowa trójwymiarowa symulacja kontroli granicznej w fikcyjnym autorytarnym państwie poradzieckim .
Z uznaniem spotkała się Papetura (Petums, 2021) Tomasza Ostafina, animowana metodą poklatkową (z użyciem zdigitalizowanych kartek papieru) gra przygodowa o stworze planującym ucieczkę z kwiecistego więzienia.

#### Dystopie
Polska branża growa w latach 2015–2023 obfitowała również w dystopie niezwiązane bezpośrednio z bieżącą polityką. Wielki sukces artystyczny odniósł Frostpunk (11 bit studios, 2018) w reżyserii Michała Drozdowskiego, dystopiczna symulacja przetrwania zorganizowanej wspólnoty w świecie dotkniętym epoką lodowcową. Choć Frostpunk spotykał się z krytyką za promowanie autorytarnego modelu sprawowania władzy, był niezwykle zyskowną produkcją . Znacznie większe kontrowersje wzbudził Cyberpunk 2077 (CD Projekt Red, 2020) w reżyserii Adama Badowskiego. Symulator cyberpunkowego miasta, wzorowany na tytułowym systemie fabularnym, został wydany pośpiesznie (z wieloma błędami technicznymi w wersjach konsolowych). Stawiano też zarzuty dotyczące powszechnego mobbingu pracowników w procesie produkcyjnym przez kierownictwo CD Projekt Red, a krytyce na poziomie fabuły podlegało korzystanie z anachronicznych klisz gatunkowych cyberpunku. Cyberpunk 2077 poważnie nadszarpnął reputację CD Projektu jako międzynarodowego wydawnictwa .

## Stan branży i kultury cyfrowej

### Dynamika branży

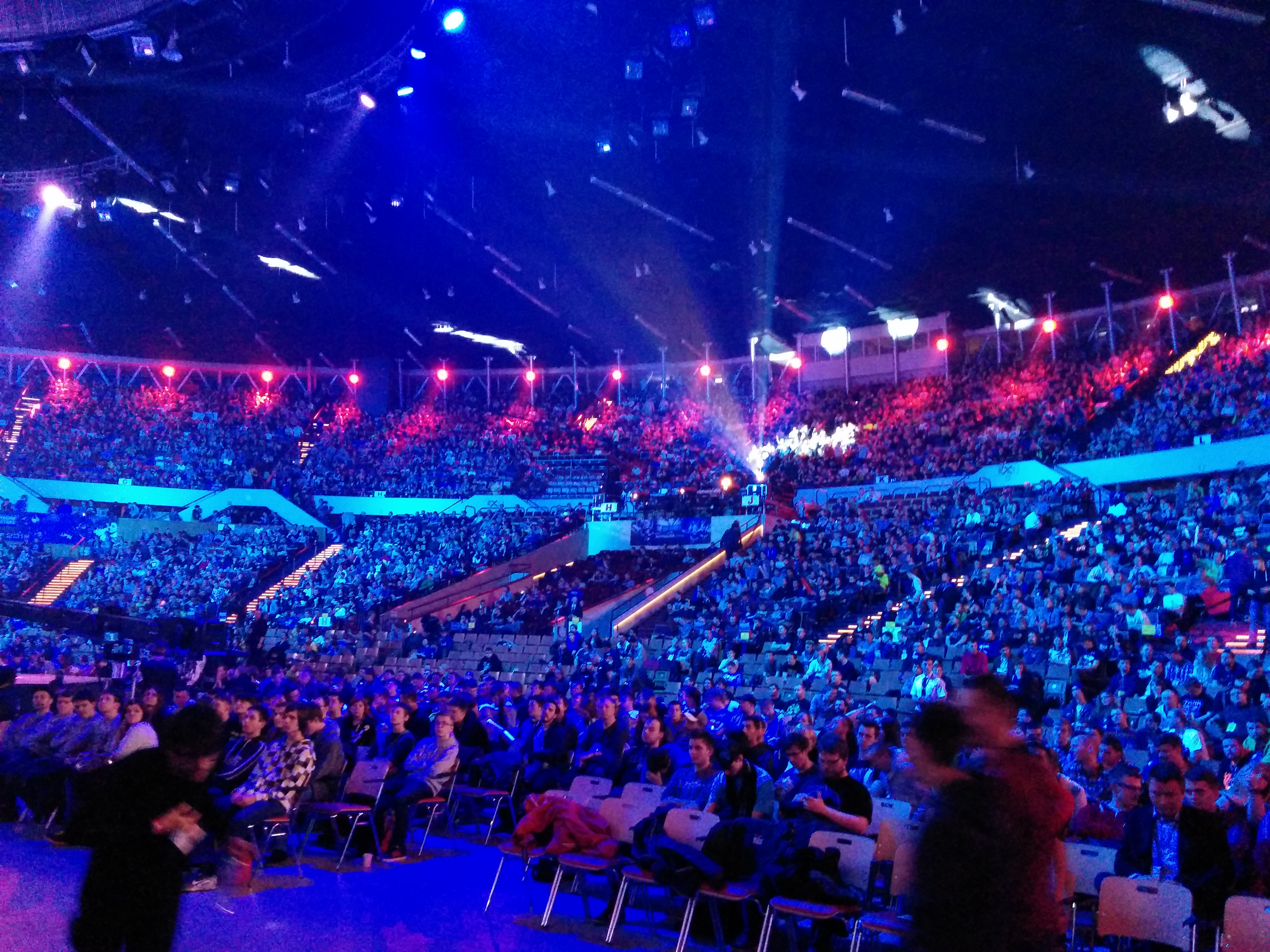
Publiczność na turnieju Intel Extreme Masters 2015 w katowickim Spodku

Badania z 2017 roku wykazywały, że w Polsce działało 621 studiów produkujących gry komputerowe na terenie Polski. Najczęściej deweloperzy gier produkowali gry mobilne (62%), następnie na komputery osobiste (58%), gry przeglądarkowe i społecznościowe (25%). Do najważniejszych polskich studiów produkujących gry w Polsce zaliczano wówczas CD Projekt Red, CI Games oraz Techland. W polskiej branży gier jeszcze w 2021 roku pracowało około 12 tysięcy osób, a przychody branżowe z tej aktywności osiągnęły 969 milionów euro . Interesy podmiotów branżowych reprezentuje Stowarzyszenie Producentów i Dystrybutorów Gier Wideo (SPIDOR).

### Status gier jako przejawów kultury
Jeszcze na początku XXI wieku gry komputerowe w Polsce cieszyły się złą opinią; rozpatrywano je tylko jako przejaw brutalizacji kultury masowej, posługując się niepraktykowanymi wśród graczy kategoriami gatunkowymi (np. poprzez określenie „bij-zabij”) i uznając gry tylko za rozrywkę dla nieletnich. Obrońcy gier komputerowych wskazywali, że przeciwnicy tej formy kultury powielali wyniosłą retorykę filozofów szkoły frankfurckiej. Argumentowano też, że przeciwnicy gier popadają w hipokryzję (np. ignorując drastyczną przemoc w książkach Henryka Sienkiewicza, podmiocie licznych lektur szkolnych). Wbrew powszechnemu mniemaniu o grach komputerowych jako przeznaczonych dla nastolatków, w raporcie The Games Industry of Poland z 2022 roku stwierdzono, że średni wiek graczy w Polsce to 34 lata (mężczyźni) i 26 lat (kobiety). Już wówczas we wszelkie gry komputerowe grało około 20 milionów Polaków . Niektóre polskie gry (This War of Mine i Gra szyfrów) zostały dodane do lektur szkolnych w ramach programu Gry w edukacji.
Branża gier komputerowych w Polsce, po okresowym rozwoju spowodowanym przez okoliczności pandemii COVID-19, od 2024 roku zaczęła przeżywać kryzys. Liczne polskie spółki objęły zwolnienia grupowe, a na Giełdzie Papierów Wartościowych znacząco spadły kursy czołowych lokalnych deweloperów, w tym 11 bit studios (spadek o 80% w 2024 roku). Polskie studia zaczęły lobbować za zwiększonym wsparciem ze strony państwa. Mimo opracowania ogólnego programu pomocowego przez ministra cyfryzacji w rządzie Donalda Tuska, Krzysztofa Gawkowskiego („Strategii Cyfryzacji Polski”), część programów animacji kultury cyfrowej została zawieszona, a postrzeganie gier w kategoriach działalności artystycznej – nie zaś biznesowej – stanęło pod znakiem zapytania.
Gry komputerowe w Polsce tymczasem wywierają wpływ na inne przemysły kultury. Sukces serii gier Wiedźmin, samej w sobie opartej na książkach Andrzeja Sapkowskiego, wyraźnie wpłynął zarówno na popularność prozy samego pisarza, jak i na powstanie serialu (2019) wyprodukowanego przez Netflix . Z kolei powstanie Cyberpunka 2077 szło w parze z powstaniem serialu anime Cyberpunk: Edgerunners (2022), również produkcji Netfliksa .

### E-sport i badania groznawcze
Istotną rolę w Polsce odgrywają zawody e-sportowe. W 2008 roku Electronic Sports League zorganizowała w Polsce profesjonalne Mistrzostwa Polski w Counter-Strike’u, które z czasem traciły na znaczeniu na rzecz zawodów Polskiej Ligi Esportowej. W 2023 roku główną konkurencją ESL Mistrzostw Polski była Dywizja Mistrzowska, sponsorowana wówczas przez Polską Grupę Energetyczną. Od 2013 roku, przeważnie w katowickim Spodku, corocznie odbywa się też festiwal e-sportowy Intel Extreme Masters.
Dynamicznie rozwijają się w Polsce badania groznawcze. W 2004 roku założone zostało Polskie Towarzystwo Badania Gier, które wydaje co roku czasopismo „Homo Ludens”. Innym regularnie ukazującym się czasopismem naukowym o grach jest „Replay. The Polish Journal of Game Studies”. W Polsce groznawstwo od 2021 roku funkcjonuje jako kierunek studiów na Uniwersytecie im. Adama Mickiewicza w Poznaniu ; w środowisku naukowym działają też takie jednostki jak Centrum Badań Groznawczych na Uniwersytecie Śląskim w Katowicach (kierownik Michał Kłosiński) oraz Ośrodek Badań Groznawczych na Wydziale Polonistyki Uniwersytetu Jagiellońskiego (kierownik Tomasz Z. Majkowski).
Dziedzictwa kultury gier komputerowych w Polsce strzegą takie instytucje konserwatorskie, jak Muzeum Konsol Gier Video w Karpaczu, wrocławskie Muzeum Gry i Komputery Minionej Ery czy łódzkie Centrum Komiksu i Narracji Interaktywnej.

### Książki
- Radosław Bomba, Gry komputerowe w perspektywie antropologii codzienności, Toruń: Wydawnictwo Adam Marszałek, 2014, ISBN 978-83-7780-903-7.
- Bartłomiej Kluska, Mariusz Rozwadowski, Bajty polskie [epub], Sosnowiec 2014, ISBN 978-83-927229-2-2.
- Marcin Kosman, Nie tylko Wiedźmin, Open Beta, 2015, ISBN 83-941625-0-9 (pol.).

### Publikacje naukowe
- Mateusz Felczak, Apokalipsa z odzysku. Problemy z cyberpunkiem w polskich grach wideo, „Teksty Drugie”, 6, 2021, s. 109–124, DOI: 10.18318/td.2021.6.7 [dostęp 2024-12-03].
- Mirosław Filiciak, Dlaczego gry wideo zawsze są „złe”?, „Kultura Popularna”, 1, 2004, s. 87–91 [dostęp 2024-12-07] (pol.).
- Mirosław Filiciak, Gra w kapitalizm. PRL, konstruowanie pamięci i gry cyfrowe, „Widok. Teorie i praktyki kultury wizualnej” (11), 2015, s. 1–24 [dostęp 2025-03-16] (pol.).
- Bogumiła Fiołek-Lubczyńska, Gry komputerowe w kulturze audiowizualnej i edukacji, „Acta Universitatis Lodziensis. Folia Litteraria Polonica”, 7 (2), 2005, s. 51–63.
- Paweł Frelik, NeoCYBERliberalPUNKizm – polityka i ideologia cyberpunka, „Teksty Drugie”, 6, 2021, s. 32–51, DOI: 10.18318/td.2021.6.3 [dostęp 2024-12-01].
- Filip Jankowski, Tropem Wajdy. Polskie gry cyfrowe o II wojnie światowej między centrum a peryferiami, „Homo Ludens” (1(15)), 2022, s. 49–64, DOI: 10.14746/HL.2022.15.3 [dostęp 2024-11-29].
- Adam Juszczak, Polski rynek gier wideo – sytuacja obecna oraz perspektywy na przyszłość, „Gospodarka w Praktyce i Teorii”, 47 (2), 2017, s. 29–41, DOI: 10.18778/1429-3730.47.03 [dostęp 2024-12-07] (pol.).
- Michał Kłosiński, Frostpunk – tęsknota za biopolityką stanu wyjątkowego, „Teksty Drugie” (1), 2020, s. 284–298 [dostęp 2024-12-01] (pol.).
- Tereza Fousek Krobová, Justyna Janik, Jaroslav Švelch, Summoning Ghosts of Post-Soviet Spaces: A Comparative Study of the Horror Games Someday You’ll Return and the Medium, „Studies in Eastern European Cinema”, 14 (1), 2023, s. 39–52, DOI: 10.1080/2040350X.2022.2071520 [dostęp 2024-11-29].
- Tomasz Z. Majkowski, Magdalena Kozyra, Aleksandra Prokopek, Finish – Spare the Shame: Realism of Hellish Quart and Alt-Sarmatian Ideology, „Games and Culture”, 2023, DOI: 10.1177/15554120231210599 [dostęp 2024-12-30] (ang.).
- Paulina Miodońska, Andrzej Raczyk, Rynek gier wideo w Polsce, „Homo Ludens”, 14 (1), 2021, s. 151–165 [dostęp 2024-12-07].
- Michał Mochocki, Stanisław Krawczyk, Aleksandra Mochocka, Polish History up to 1795 in Polish Games and Game Studies, „Games and Culture”, 2024, DOI: 10.1177/15554120241228490 [dostęp 2024-12-30] (ang.).
- Anna Nacher, Gry wideo wchodzą w dorosłość: w stronę lokalnej genealogii dyskusji wokół gier artystycznych, „Kultura Współczesna” (2(90)), 2016, s. 46–56 [dostęp 2025-03-25].
- Bartłomiej Schweiger, Relacje władzy w polu wytwórstwa gier komputerowych, „Czas Kultury”, XXXI (02), 2015, s. 104–110 [dostęp 2024-11-26] (pol.).
- Bartłomiej Schweiger, Reprezentacje władzy w grach komputerowych. Porównanie Wiedźmina III oraz Dragon Age: Inqusition, „Teksty Drugie. Teoria literatury, krytyka, interpretacja” (3), 2017, s. 276–293 [dostęp 2024-11-25] (pol.).
- Joanna Sikorska, Między realnością a wirtualnością. Wykorzystanie fotogrametrii w grze wideo Zaginięcie Ethana Cartera, „Images. The International Journal of European Film, Performing Arts and Audiovisual Communication”, 21 (30), 2017, s. 165–175, DOI: 10.14746/i.2017.30.12 [dostęp 2024-11-26] (pol.).
- Piotr Siuda, Dariusz Reguła, Jakub Majewski, Anna Kwapiszewska, Broken Promises Marketing. Relations, Communication Strategies, and Ethics of Video Game Journalists and Developers: The Case of Cyberpunk 2077, „Games and Culture”, 19 (5), 2024, s. 650–669, DOI: 10.1177/15554120231173479 [dostęp 2024-12-01] (ang.).
- Piotr Sterczewski, This Uprising of Mine: Game Conventions, Cultural Memory and Civilian Experience of War in Polish Games, „Game Studies”, 16 (2), grudzień 2016 [dostęp 2024-11-29].

### Czasopisma i ich portale internetowe
- Jakub Gańko, Czasopismo Pixel znika z rynku [online], cdaction.pl, 5 grudnia 2022 [dostęp 2024-11-29].
- Łukasz Gołąbiowski, Recenzja Beat Cop. Wyprodukowana w Polsce Akademia Policyjna [online], Komputer Świat, 3 kwietnia 2017 [dostęp 2024-12-07] (pol.).
- James Jones, Irony Curtain: From Matryoshka with Love Review [online], Nintendo World Report, 17 lipca 2019 [dostęp 2024-12-10].
- Łukasz Kujawa, 16-bitowy władca Europy i... Polski, „PSX Extreme” (323), Perez, sierpień 2024, s. 30–35.
- Andy Kelly, How The Witcher 3's best quest was made, „PC Gamer”, 19 maja 2020 [dostęp 2024-11-25] (ang.).
- Chris Kerr, Frostpunk has topped 5 million sales in six years [online], Game Developer, 25 kwietnia 2024 [dostęp 2024-12-01] (ang.).
- LSK, Amiga CD32, „Gry Komputerowe” (13), CGS Computer Studio, marzec 1995, s. 27.
- Łukasz Muniowski, Zagrajmy w ciążę albo w kapitalizm, „Krytyka Polityczna”, 13 czerwca 2019 [dostęp 2024-11-29] (pol.).
- Sławomir Polak, Roman Wojciechowski, Kompromis, „Bajtek” (11), RSW „Prasa-Książka-Ruch”, listopad 1986, s. 3–4, ISSN 0860-1674 (pol.).

### Inne źródła internetowe
- Łukasz Braun, Najnowsze dane o branży gier w Polsce – raport The Games Industry of Poland 2021 [online], Good Games, 15 lutego 2022 [dostęp 2024-12-07] (pol.).
- Paweł Czajkowski, Pozwy zbiorowe przeciw CD Projekt Red za wprowadzanie w błąd inwestorów w sprawie Cyberpunk 2077 [online], ITHardware, 25 grudnia 2020 [dostęp 2024-12-01] (pol.).
- Maciej Gaffke, Twórcy RoboCop: Rogue City i Terminator: Resistance wzięli się za inny gatunek. Po strzelankach polskie studio Teyon pracuje nad RPG akcji [online], GRY-Online.pl, 7 grudnia 2024 [dostęp 2024-12-07] (pol.).
- Maciej Gajewski, Gra Szyfrów – darmowa gra komputerowa od IPN-u do pobrania, z zadziwiająco dobrą grafiką [online], Spider’s Web, 22 kwietnia 2022 [dostęp 2024-11-29] (pol.).
- Rafał Gdak, Groznawstwo to nowe kulturoznawstwo. Na polskim uniwersytecie powstanie nowy kierunek [online], Spider’s Web, 7 maja 2021 [dostęp 2024-12-07] (pol.).
- Piotr Grabiec, Superhot VR – testujemy polską grę na Oculus Rift. Ile to frajdy! [online], Spider’s Web, 6 marca 2017 [dostęp 2024-12-01] (pol.).
- Matt Karoglou, Beast Interview: Dev Talks Polish Setting, Game Balance, Early Access, and More [online], Game Rant, 3 stycznia 2024 [dostęp 2025-03-16] (ang.).
- Mateusz Kądziołka, Bardzo dobra sprzedaż Dead Island. Polskie tytuły bestsellerami na Steamie [online], GRY-Online.pl, 28 września 2011 [dostęp 2024-11-26] (pol.).
- Jakub Kralka, Gry od Ruska [online], Spider’s Web, 29 marca 2013 [dostęp 2024-12-07] (pol.).
- Michał Król, Jak świat ocenił polskie gry w roku 2014 [online], Graczpospolita.pl, 28 grudnia 2014 [dostęp 2024-12-07] (pol.).
- Karol Laska, Ta polska gra wideo została stworzona prawie w 100% z... papieru [online], GRY-Online.pl, 17 czerwca 2022 [dostęp 2025-03-16] (pol.).
- Szymon Liebert, Bulletstorm nie zarobił pieniędzy dla firmy Epic Games [online], GRY-Online.pl, 23 lipca 2011 [dostęp 2024-11-26] (pol.).
- Wojciech Loranty, Koniec pewnej epoki, czyli o upadku czasopism dla graczy [online], Tabletowo, 6 grudnia 2022 [dostęp 2024-11-29] (pol.).
- Artur Łokietek, Recenzja Postal: Brain Damaged. W barwnym umyśle psychopaty [online], PlanetaGracza.pl, 22 czerwca 2022 [dostęp 2024-12-07] (pol.).
- Dariusz Matusiak, Recenzja gry Superhot – Tron, Matrix i jatka w stylu Tarantino [online], GRY-Online.pl, 25 lutego 2016 [dostęp 2024-12-01] (pol.).
- Reid McCarter, Free 2020 anime game blows up on Steam again for no obvious reason [online], PCGamesN, 8 kwietnia 2024 [dostęp 2025-04-13] (ang.).
- Marcin Nic, Dziś premiera Edgerunners, anime ze świata Cyberpunk 2077 [online], GRY-Online.pl, 13 września 2022 [dostęp 2024-12-29] (pol.).
- Maciej Pawlikowski, Ekspansja i nowe projekty. GRYOnline.pl ma już 20 lat – oto nasza historia [online], GRY-Online.pl, 2021 [dostęp 2025-03-25] (pol.). 1 stycznia
- Natalia Pochroń, Wiedźmin: jak rodził się fenomen kultowego Białego Wilka? [online], histmag.org, 17 grudnia 2021 [dostęp 2024-12-29].
- Szymon Radzewicz, Piąta Rzeczpospolita, 2084 rok i cyberpunkowy Kraków – gra Observer pokazuje fatalną przyszłość Polski [online], Spider’s Web, 22 czerwca 2017 [dostęp 2024-11-29].
- Szymon Radzewicz, Polska gra hitem Steam. Polega na kontroli granicznej w reżimowym państwie [online], Spider’s Web, 13 marca 2023 [dostęp 2024-12-01] (pol.).
- Paweł Schreiber, Gry bez happy endu. Rozmowa z Pawłem Miechowskim [online], Culture.pl, 22 maja 2017 [dostęp 2024-11-25].
- Aran Suddi, Irony Curtain: From Matryoshka with Love Review [online], TheSixthAxis, 26 czerwca 2019 [dostęp 2024-12-10] (ang.).
- Hubert Śledziewski, Sprzedaż serii Dying Light przebiła połowę tego, co osiągnął Wiedźmin 3 [online], GRY-Online.pl, 22 kwietnia 2022 [dostęp 2024-11-26] (pol.).
- Małgorzata Trzyna, Osądzić sędziego – recenzja We. The Revolution [online], Gram.pl, 22 marca 2019 [dostęp 2024-12-01] (pol.).
- Łukasz Winkel, Serial Cleaner – Recenzja [online], Eurogamer.pl, 11 lipca 2017 [dostęp 2024-12-01] (pol.).
- Łukasz Wiśniewski, Historia gram.pl – sześć lat z Wami [online], Gram.pl, 25 listopada 2011 [dostęp 2025-03-25] (pol.).
- Mateusz Witczak, Gry wideo to najmocniejsza polska branża kulturalna, ale ma kłopoty. Czy rząd Tuska ją uratuje? [online], OKO.press, 16 marca 2025 [dostęp 2025-03-30] (pol.).
- Wesley Yin-Poole, Konami Hails Silent Hill 2 Remake After Hitting 2 Million Sales Milestone [online], IGN, 29 stycznia 2025 [dostęp 2025-03-19] (ang.).